# Grindrod (Unternehmen)
Grindrod Limited ist die Holding einer international tätigen und privatwirtschaftlich geführten Logistikunternehmensgruppe von Tochtergesellschaften, Joint Ventures und anderen Beteiligungen mit Sitz in Durban, Südafrika. Deren Unternehmensaktivitäten sind breit gefächert, verfügen über einen erheblichen Marktanteil im südlichen Afrika und bauen auf einer über 100-jährigen Geschichte auf.

## Geschichte
Die Gründung des Unternehmens geht auf das Jahr 1910 und Kapitän John Grindrod mit seiner Abfertigungs- und Speditionsagentur Grindrod & Company zurück. Das 1933 gegründete Unternehmen African Coasters wird später zum zentralen Bereich in der Schiffslogistik von Grindrod.
Im Jahre 1964 kauft das südafrikanische Bergbauunternehmen Union Corporation 51 Prozent der Aktien von African Coasters. Diese Beteiligung ermöglicht eine Modernisierung der Schiffsflotte, wird aber später (1986, mit dem Börsengang) revidiert. 1966 schließen sich African Coasters und das Konkurrenzunternehmen Smith’s Coasters zusammen. Dabei entsteht die Unicorn Shipping Holdings (Pty) Ltd. (Unicorn Lines).
Auf dem Gebiet der Frachtlogistik betätigte sich der Vorgänger des Unternehmensbereiches Ocean Africa Container Lines als Pionier der marinen Containerfracht in Südafrika. 1971 begann man mit der Nutzung von Frachtcontainern und baute das erste Containerdepot des Landes im Hafen von Durban. Schrittweise entstanden weitere eigene Containerterminals in Maputo, Richards Bay und Walvis Bay (heute in Namibia).
1986 wurde Grindrod an der Johannesburger Börse erstmals und unter dem Namen der neu gegründeten Holding Unicorn Shipping Holdings (Pty) Ltd. (Grincor) gelistet.
Im Jahre 1999 erwirbt Grindrod weitere 40 Prozent der Aktienanteile an Unicorn und kann dadurch die Mehrheitskontrolle zurückgewinnen. Im selben Jahr wird die in Durban ansässige Island View Shipping (IVS) gekauft, was den Handlungsbereich von Grindrod im Bereich Massenschüttgut erweitert.
2001 erfolgte die Umbenennung des Unternehmens in Grindrod Limited.
2003 gingen die Massengutterminals im Hafen Richards Bay in Betrieb und 2005 kaufte Grindrod die Marriott Corporate Property Bank, welche nun als Tochterunternehmen Grindrod Bank und Grindrod Asset Management Services operiert. Eine Restrukturierung des Terminal- und Logistikbereiches vollzog sich in 2017, wobei der Eisenbahnbauzweig eingestellt wurde.
2013 übernahm Grindrod den Bahngleisspezialisten RACEC. Grindrods Tochterunternehmen Grindrod Bank wurde 2022 von der African Bank für R1,5 Milliarden aufgekauft. Grindrod wurde 2022 von Good Falkirk, einem Tochterunternehmen von Taylor Maritime Investments (TMI), übernommen. Good Falkirk bezahlte 506 Millionen US-Dollar. 2023 übernahm Grindrod zwei Tochterunternehmen von TMI. Die Unternehmen waren Taylor Maritime Management und Tamar Ship Management und kosteten 11,75 Millionen US-Dollar.

## Unternehmenstätigkeit
Das Tätigkeitsfeld der Unternehmensgruppe Grindrod liegt im Gütertransport per Straße, Schiene, Wasser und Luft sowie in peripheren Dienstleistungen. Grundsätzlich gibt es zwei Geschäftsfelder, die Fracht- und die Finanzdienstleistungen. Zudem bestehen Unternehmensbeteiligungen im Frachtsektor, beispielsweise das Oiltanking Grindrod Calulo (OTGC) mit Standorten in Durban und Kapstadt. Für den Finanzsektor des Unternehmens wurde die Grindrod Bank als Investmentbank gegründet. Der Bereich Finanzdienstleistungen und damit die Grindrod Bank wurde im Mai 2022 für 1,5 Milliarden ZAR an die African Bank verkauft. Der Verkauf steht im Einklang mit der seit langem bekundeten Absicht von Grindrod sein Fracht- und Bankdienstleistungsgeschäft zu trennen.
Für Containerfrachtleistungen im südlichen Afrika besteht mit dem Unternehmensbereich Ocean Africa ein Netzwerk, das die Häfen in Beira, Durban, East London, Kapstadt, Lüderitz, Maputo und Port Elizabeth regelmäßig bedient und im Zusammenhang mit Überseefrachtleistungen als Zubringerservice arbeitet. Zudem werden von Ocean Africa Lagerkapazitäten in Nähe der Häfen in Durban und Kapstadt angeboten.
Die Grindrod-Gruppe betreibt ferner eine Schiffsagentur mit technischen Dienstleistungen des Offshore-Sektors, deren Hauptsitz sich in Kapstadt befindet. Unter der Bezeichnung Sturrock Grindrod Maritime, 2012 aus dem Zusammenschluss mit dem 1969 gegründeten Unternehmen Sturrock Shipping entwickelte sich ein vielseitiger Servicebereich. Hierzu gehören auch die ehemals selbständigen Schiffsagenturen Mitchell Cotts Maritime (1895 gegründet) und King & Sons (1881 gegründet). Dieser Unternehmensbereich gehört zum Kerngeschäft und unterhält weltweit 57 Niederlassungen.
Für die landseitigen Operationen des Frachtgeschäfts ist der Unternehmensbereich Freight Services verantwortlich. Hierunter fallen die Organisation des Straßentransports, die Warenumschlagsaktivitäten, die Lagerlogistik sowie Verladeprozesse sowie die Abfertigungsvorgänge aller Frachten.
Die Unternehmensbereiche Grindrod Fuelogic und Grindrod Petrologistics dienen dem Transport von Kraftstoffen und anderen flüssigen Energieträgern. Beliefert werden beispielsweise große Tank- und Gaslager in Alberton, Durban, Kroonstad, Mossel Bay, Port Elizabeth und Witbank mit Energieträgern aus Raffinerien und Importlagern (Primärsektor) sowie die Belieferung von gewerblichen Endabnehmern (Sekundärsektor). Ferner existiert im Grindrod Maputo Car Terminal eine Niederlassung für diesen Geschäftsbereich.
Grindrod Fuelogic, Namibia, hat seinen Sitz in Walvis Bay und beliefert den Primär- und Sekundärsektor des Landes und betreibt Tanklager. Der Geschäftsbereich Grindrod Petrologistics mit Geschäftsfeldern in Botswana versorgt auch hier den  Primär- und Sekundärsektor des Landes. Dabei konzentrieren sich die Aktivitäten auf Gaborone und Francistown.
Der Unternehmensbereich Oiltanking Grindrod Calulo (Pty) Ltd. (OTCALULO) hat im Februar 2019 mit dem Bau seines Tanklagers Ngqura für Mineralölprodukte im Hafen Ngqura begonnen. Mit dieser Investition sollen die veralteten Tanklager beim Hafen Port Elizabeth stillgelegt werden. Der neue Standort wird künftig das im Land führende Mineralölhandelszentrum sein. Es ist vorgesehen, dass von den Schiffsanlegerstellen im Hafen bis zum Tanklager die flüssigen Produkte durch Pipelines zu den Bevorratungsbehältern geleitet werden. Das Projekt wurde im November 2020 mangels Rentabilität eingestellt und nicht weiter verfolgt.
Die Maputo Port Development Company als Unternehmensbereich von Grindrod ist für die Entwicklung des Konzessionsareals im mosambikanischen Hafen von Maputo zuständig. Sie ist zugleich mit den Vollmachten einer Hafenbehörde ausgestattet und damit für den Hafenentwicklungsplan mit verantwortlich. Weil der Hafen durch seine Lage und der guten Verkehrsanbindung für einen Teil der Subsahararegion von großer Bedeutung ist, besitzt das Unternehmen dadurch ein einflussreiches Steuerungsinstrument innerhalb des Warenverkehrs an der ostafrikanischen Küste.

## Wichtige Unternehmensstandorte
Auf dem afrikanischen Kontinent bestehen Niederlassungen in den Ländern Angola, Eswatini, Kenia, Madagaskar, Mosambik, Namibia, Südafrika und Tansania.
Außerhalb Afrikas unterhält Grindrod in verschiedenen asiatischen und australisch-pazifischen Regionen Niederlassungen des Geschäftsbereiches Sturrock Grindrod Maritime:
- Osttimor (Dili und Suai)
- Papua-Neuguinea (Alotau)
- Vereinigte Arabische Emirate (Dubai)

- Australien, in allen Bundesstaaten mit einem Regionalsitz vertreten, demnach in:

Sydney, NSW
von Sidney aus verwaltet: Northern Territory (Darwin, Groote Eylandt, Weipa, Gove)
Brisbane, QLD (Banyo)
Adelaide, SA
Launceston, TAS
Melbourne, VIC
Karratha, Port Hedland, WA
- Indonesien

Cilegon
Jakarta
Samarinda
Surabaya
- Singapur

- Thailand

Laem Chabang
Bangkok.

## Grindrod-Akademie
In Durban (Congella) unterhält das Unternehmen eine eigene Ausbildungseinrichtung, die Grindrod Shipping Training Academy. In dieser Einrichtung werden Kurse für Seenotrettungsleistungen und Überlebenstraining angeboten. Die Ausbildungsstätte ist von der South African Marine Safety Authority anerkannt. Die offenen Angebote (Basic Offshore Safety Induction and Emergency Training) richten sich nicht nur an Schiffsbesatzungen, sondern auch an das Personal von Bohr- und Förderplattformen.